# هشام الهاشمي
هشام عبد الجبار الهاشمي (9 أيار 1973 - 6 تموز 2020) هو مؤرخ وباحث في الشؤون الأمنية والإستراتيجية والجماعات المتطرفة، ومختص بملف تنظيم داعش وأنصارها. وفي يوم 16 تموز 2021 تمكنت قوات الأمن العراقية من إلقاء القبض على المتهم بقتل هشام الهاشمي اسمه أحمد الكناني وهو برتبة ملازم أول في وزارة الداخلية.

## السيرة الذاتية
حاصل على البكالوريوس في الإدارة والاقتصاد من قسم الإحصاء في كلية الإدارة والاقتصاد (الجامعة المستنصرية) سنة 1994 والماجستير 2015 والدكتوراه في العلوم السياسية 2019 في كلية العلوم السياسية (جامعة بغداد) والإجازة العلمية في الحديث النبوي الشريف ودراسة وتحقيق الوثائق والمخطوطات من المحدث صبحي السامرائي، ولديهِ اهتمام بالتاريخ الإسلامي وبالذات سيرة وتاريخ الحافظ الذهبي، عَمِل في دراسة وتحقيق المخطوطات التراثية الفقهية والحديثية، أعتقل وأودع السجن لمدة 6 شهر من قبل نظام صدام حسين بتهمة انتمائه إلى السلفية المتشددة، ثم خرج من السجن مطلع العام 2002، وبعد غزو العراق عام 2003 انصرف إلى العمل في الصحافة، وبدأ يشارك في كتابة التقارير والوثائقيات مع الصحف والقنوات الأجنبية، وبدأ يكتب مدونة عن خريطة الجماعات المسلحة في العراق،
ألقى دروسًا شرعية خلال فترةٍ من الفترات، ومن بين الحاضرين لدروسه أبو بكر البغدادي زعيم داعش، قبل أن يتخلى الهاشمي عن توجهاته السلفية. ويعد الهاشمي أول من أماط اللثام عن قيادات تنظيم الدولة - داعش في كُلٍ من العراق وسوريا، حيث أفصح عن أسماء ومعلومات تخص قيادات التنظيم وآلية عملهم.

## مؤلفاته
1. بقية الضوء: كتابات في زمن العتمة ؛ سلسلة مقالات 2014-2020
2. تنظيم داعش من الداخل
3. حوار مع فضل الله حول الزهراء عليها السلام
4. عالم داعش، تنظيم الدولة الاسلامية في العراق والشام
5. عالم داعش، من النشأة الى اعلان الخلافة
6. هل سيعود التطرف إلى العراق؟

## أماكن عمل فيها
- مدير برنامج الأمن الوطني ومكافحة الإرهاب في مركز آكد للدراسات والأبحاث الإستراتيجية.[12]
- مستشار أمني لمرصد الحريات الصحفية العراقي.[12]
- مستشار أمني لنقابة الصحفيين العراقيين.
- عضو فريق مستشارين لجنة تنفيذ ومتابعة المصالحة الوطنية في مكتب رئيس الوزراء.
- عضو اللجنة العلمية لمؤتمر بغداد لمكافحة الأرهاب.
- محاضر لمادة مكافحة الإرهاب في الأكاديميات الأمنية.
- باحث زائر في مركز النهرين للدراسات الإستراتيجية.[13]

## اغتياله
اغتال ثلاث مسلحين هشام الهاشمي بإطلاق النار عليه وهو داخل سيارته وكانوا راكبين دراجاتهم النارية، وجرت العملية أمامَ بيته بمنطقة زَيُّونة في العاصمة بغداد في مساء 6 تموز 2020. وكان الهاشمي قد رُويَ عنه أنه تلقّى تهديداً متكرراً من أحد منتسبي كتائب حزب الله يدعى أبو علي العسكري، الذي توعّده قائلاً «سوف أقتلك في منزلك». وانتقد الهاشمي أبو علي العسكري واسمه الحقيقي هو «حسين مؤنس» باعتباره مسؤولاً عن «أزمات سياسية بين مؤسسات الدولة العراقية الرسمية وخلايا وشبكات اللادولة المسيطرة على الدولة العراقية».
في يوم 16 يوليو/تموز 2021 تمكنت قوات الأمن العراقية من إلقاء القبض على المتهم أحمد حمداوي عويد معارج الكناني، واعترف بقتل هشام الهاشمي. واتضح ان المتهم يعمل ضابط شرطة برتبة ملازم أول منسوب إلى وزارة الداخلية، وفي تاريخ 11 تموز 2021 صدقت أقوال المتهم بالقتل العمد أثناء التحقيق أمام المدعي العام، وأعترف الكناني بأنهُ نفذ عملية القتل مع ثلاثة أشخاص آخرين كانوا على متن دراجتين ناريتين.

### ردود الفعل
- العراق: في 6 تموز أعلنت وزارة الداخلية العراقية إقالة مسؤول رفيع في شرطة بغداد على خلفية اغتيال الهاشمي.[21] أطلق رئيس الوزراء مصطفى الكاظمي، في بيان، «وعود بملاحقة ومحاسبة القتلة، وبعدم السماح بعودة الاغتيالات البلاد، وبحصر السلاح بيد الدولة».وقال رئيس الجمهورية برهم صالح إن حادثة اغتيال الهاشمي «جريمة خسيسة، وتمت على يد خارجين على القانون»، ودعا رئيس مجلس النواب محمد الحلبوسي السلطات الأمنية للكشف عن الأطراف الضالعة في الاغتيال، والإعلان عنها للرأي العام بشكل عاجل.[21] ادانت أيضًا رئاسة اقليم كوردستان اغتياله.[22] في 7 يوليو، قررت الحكومة العراقية إطلاق اسمه على أحد شوارع العاصمة بغداد ووصفه شهيدًا في بيانه.[23]
- الولايات المتحدة: صرّحت السفارة الأمريكية، عبر صفحتها في فيسبوك، إنها «شعرت بالحزن الشديد بسبب القتل الجبان للأكاديمي المحترم، الدكتور هشام الهاشمي»، مُعتبرة رحيله «خسارة مأساوية لكنز وطني عراقي». ودعت الحكومة العراقية إلى سرعة تقديم المسؤولين عن قتله إلى العدالة.[24]
- بريطانيا: أدان سفير بريطانيا في العراق، ستيفن هيكي، اغتيال الهاشمي مؤكدا أنه كان أحد أفضل المفكرين الشجعان في العراق.[25]
- هولندا: أعبر السفير الهولندي في العراق ايرك ستارتنج عبر عبر حسابه الرسمي على تويتر عن صدمته حين علمه بالخبر، مشيرا إلى وجوب محاسبة الفاعلين وتحقيق العدالة.[25]
- إيران: علَقت السفارة الإيرانية بأنه «عمل إجرامي كشف عن وجهه الخبيث باغتيال النخب»، قائلة إن«مُنفذي هكذا عمليات (هدفهم) ضرب أمن واستقرار العراق وإثارة الفتنة والتفرقة بين أبنائه وإعادة العنف إليه».[24]
- منظمة التعاون الإسلامي: في 7 يوليو، دانت الأمانة العامة لمنظمة التعاون الإسلامي بشدة اغتياله ودعت الحكومة العراقية إلى الكشف عن مرتكبي هذه الجريمة وتقديمهم إلى العدالة.[26]
- جامعة الدول العربية: في 7 يوليو، أدان أحمد أبو الغيط الأمين العام لجامعة الدول العربية بأشد العبارات اغتيال الهاشمي.[27]
- الاتحاد الأوروبي: وصف سفير الاتحاد الأوروبي في العراق، مارتن هوث، مقتل الهاشمي بأنه «جريمة بشعة».[28]
- الأمم المتحدة: ناشدت البعثة الأممية بالعراق بملاحقة قتلة الهاشمي ومحاكمتهم. كما أدانت البعثة الجريمة، واعتبرتها «عمل جبان».[25]
- المرصد الأورومتوسطي لحقوق الإنسان: أدان المرصد الأورومتوسطي لحقوق الإنسان بشدة جريمة اغتيال ودعا المرصد الأورومتوسطي لحقوق الإنسان في نهاية بيانه السلطات العراقية إلى التحرك الجدي والبدء بالتحقيق الفوري.[29][30]
- البرلمان العربي: أدان مشعل بن فهم السُّلمي رئيس البرلمان العربي بأشد العبارات جريمة الاغتيال.[31]
- ديوان الوقف السني العراقي: نعى رئيس ديوان الوقف السني هشام الهاشمي عبر رسالة وقدم تعازي.[32]

### جنازة رمزية
یوم الثلاثاء 7 تموز 2020، شيع عشرات المتظاهرين الراحل هشام الهاشمي بجنازة رمزية غاضبة في ساحة التحرير وسط العاصمة العراقية، بغداد، هتفوا فيها «حزب الله عدو الله»، وطالبوا خلالها الحكومة بالقصاص من قتلة الهاشمي. ولأكثر من ساعتين، طافت جنازة رمزية للهاشمي ساحة التحرير، مركز اعتصامات بغداد، على أكتاف المتظاهرين في مشهد حزين وغاضب في الوقت نفسه. وأيضا ورفع المشيعون الغاضبون صورا للمرشد الأعلی الإيراني علي خامنئي والدماء تسيل من فمه وعليها عبارة «خامنئي قاتل»، محملينه المسؤولية عن عمليات الاغتيال التي تقوم بها الميليشيات المدعومة إيرانيا.

## آخر كلماته
قبل اغتياله بدقائق غرد بتويتر بهذه التغريدة:
تأكدت الانقسامات العراقية بـ
- عرف المحاصصة الذي جاء به الاحتلال «شيعة، سنة، كرد، تركمان، أقليات» الذي جوهر العراق في مكونات.
- الأحزاب المسيطرة «الشيعية، السنية، الكردية، التركمانية..» التي أرادت تأكيد مكاسبها عبر الانقسام.
- الأحزاب الدينية التي استبدلت التنافس الحزبي بالطائفي.

## محاكمة قاتله
في يوم 7 أيار سنة 2023 أصدرت محكمة جنايات الرصافة في بغداد حكمَ الإعدام شنقاً حتى الموت على قاتل هشام الهاشمي، اسمه أحمد حمداوي عويد معارج الكناني، ضابط في وزارة الداخلية، عُمرُه 36 عاماً. وفي يوم 31 تموز 2023 نقضت محكمة التمميز حكم الإعدام وأعادت التحقيق بالقضية.

## روابط خارجية
- مقابلة مع هشام الهاشمي على قناة فرانس 24
- مقابلة مع هشام الهاشمي على قناة قناة الحرة